# Віллоу-Лейк (Південна Дакота)
Віллоу-Лейк (англ. Willow Lake) — місто (англ. city) в США, в окрузі Кларк штату Південна Дакота. Населення — 255 осіб (2020).

## Географія
Віллоу-Лейк розташований за координатами 44°37′40″ пн. ш. 97°38′17″ зх. д. / 44.62778° пн. ш. 97.63806° зх. д. (44.627901, -97.638057).  За даними Бюро перепису населення США в 2010 році місто мало площу 0,98 км², з яких 0,96 км² — суходіл та 0,01 км² — водойми.

## Демографія
Згідно з переписом 2010 року, у місті мешкали 263 особи в 115 домогосподарствах у складі 68 родин. Густота населення становила 270 осіб/км².  Було 129 помешкань (132/км²).
Расовий склад населення:
| - 92,0 % — білих - 7,2 % — осіб інших рас |

До двох чи більше рас належало 0,8 %. Частка іспаномовних становила 8,0 % від усіх жителів.
За віковим діапазоном населення розподілялося таким чином: 26,2 % — особи молодші 18 років, 55,2 % — особи у віці 18—64 років, 18,6 % — особи у віці 65 років та старші. Медіана віку мешканця становила 42,2 року. На 100 осіб жіночої статі у місті припадало 102,3 чоловіків;  на 100 жінок у віці від 18 років та старших — 98,0 чоловіків також старших 18 років.
Середній дохід на одне домашнє господарство  становив 40 079 доларів США (медіана — 31 250), а середній дохід на одну сім'ю — 53 586 доларів (медіана — 57 500). За межею бідності перебувало 26,9 % осіб, у тому числі 46,2 % дітей у віці до 18 років та 29,5 % осіб у віці 65 років та старших.
Цивільне працевлаштоване населення становило 166 осіб. Основні галузі зайнятості: сільське господарство, лісництво, риболовля — 21,7 %, виробництво — 19,9 %, освіта, охорона здоров'я та соціальна допомога — 16,9 %, роздрібна торгівля — 13,9 %.